# Députés berlinois au Bundestag
 (novembre 2017).
Si vous disposez d'ouvrages ou d'articles de référence ou si vous connaissez des sites web de qualité traitant du thème abordé ici, merci de compléter l'article en donnant les références utiles à sa vérifiabilité et en les liant à la section « Notes et références ».
Les députés berlinois sont les députés de Berlin-Ouest au Bundestag pendant la partition allemande (1949-1990).
Comme Berlin ne pouvait pas, selon l'Accord quadripartite sur Berlin, être gouverné par la République fédérale d'Allemagne, la Chambre des députés de Berlin devait approuver chaque loi fédérale pour qu'elle entre en vigueur à Berlin. Les lois elles-mêmes contenaient une clause relative à Berlin.
À l'inverse, la population de Berlin ne pouvait pas, toujours selon l'Accord quadripartite sur Berlin, participer au processus législatif de la République fédérale d'Allemagne. Les élections fédérales allemandes n'ont ainsi pas eu lieu à Berlin entre 1949 et 1990. La Chambre des députés de Berlin élisait elle-même, en respectant les rapports de force résultant des dernières élections régionales, les députés berlinois le même jour que les élections fédérales dans le reste du pays. Les règles de procédure du Bundestag leur donnait certes un droit de parole illimité, ainsi que le droit d'assumer des fonctions au sein du parlement - Hans-Jochen Vogel présida par exemple le groupe social-démocrate après les élections fédérales de 1983 - mais ne pouvaient pas participer aux votes, à l'exception des votes portant sur l'ordre du jour.
Lors de votes nominatifs, les positions des députés berlinois étaient tout de même rendues publiques, même si elles n'avaient pas d'influence sur le résultat du scrutin.
Les députés berlinois au Bundestag disposèrent d'un droit de vote complet le 8 juin 1990, et donc avant les élections fédérales du 2 décembre de cette année, et aussi avant que des députés élus par la Chambre du peuple de la République démocratique allemande n'entrent au parlement le 3 octobre.